# 3-й Мар'янівський провулок (Житомир)
3-й Мар'янівський провулок — провулок в Корольовському районі міста Житомир.

## Розташування
Знаходиться на Мар'янівці. Бере початок 1-го Мар'янівського провулка та завершується там же. П-подібний на плані.

## Історія
Виник і названий у 1959 році. Наприкінці 1960-х років провулок та його садибна забудова переважно сформовані.